# Dargaud Media
Pour les articles homonymes, voir Dargaud (homonymie).
Dargaud Media est une société française de production de séries et films d'animation créée en 1984 par la maison d'édition de bandes dessinées Dargaud. Elle est l'un des labels de production d'Ellipse Animation du groupe Média-Participations.

## Historique

### Origines
L'origine de la société remonte au département audiovisuel de la maison d'édition Dargaud.
Le département a lancé ses activités de production aux côtés de Belvision en 1967 avec le long métrage Asterix le Gaulois. Par la suite, la société a produit ou coproduit plusieurs longs métrages d'Astérix, Lucky Luke et Tintin.
En 1972, Dargaud et Les Artistes associés produisent le film Le Viager, réalisé par Pierre Tchernia d'après un scénario de René Goscinny et Pierre Tchernia.
En 1974, Dargaud s'associe avec René Goscinny et Albert Uderzo lors de la constitution des studios Idéfix qui réaliseront deux longs métrages : Les Douze Travaux d'Astérix et La Ballade des Dalton.
En 1983, Dargaud confie à Hanna-Barbera et Gaumont la réalisation d'une série d'animation avec Lucky Luke. La série est précédée du long métrage Les Dalton en cavale.

### Dargaud Films et Dargaud Marina
En 1984, Dargaud fonde Dargaud Films une filiale spécialisée dans ses futures activités de production. La société débute avec la deuxième série d'animation Lucky Luke en partenariat avec IDDH.
En 1995, Dargaud Films se rapproche de Média Films TV et devient MFTV-Dargaud Films.
En 1997, Dargaud reprend Marina Productions puis Millésime Productions en 1998. L'ensemble fusionne avec MFTV-Dargaud Films en 1999 pour former Dargaud Marina.

### Dargaud Media
En 2008, Dargaud Marina change de dénomination et devient Dargaud Media.
En 2008 et 2009, Dargaud Media produit Garfield et Cie une série d'animation 3D.
En 2020, la société renoue avec la production de longs-métrages et sort Yakari : La Grande Aventure, adaptation de la BD de Job et Derib.
A l'occasion du Festival international du film d'animation d'Annecy de juin 2022, le groupe Média-Participations annonce la création d'une marque ombrelle Ellipse Animation qui regroupe ses labels de production en France Ellipsanime Productions, Dargaud Media et Dupuis Edition & Audiovisuel.

## Productions

### Productions Dargaud
Note : cette liste reprend les productions et coproductions du département audiovisuel de Dargaud avant la fondation de Dargaud Media. Dargaud apparait durant cette période sous différentes appellations commerciales : Les Productions Dargaud, Dargaud Films, Les Films Dargaud.
- 1967 : Astérix le Gaulois
- 1968 : Asterix et Cléopatre
- 1969 : Tintin et le Temple du soleil
- 1971 : Lucky Luke : Daisy Town
- 1972 : Tintin et le Lac aux requins
- 1972 : Le Viager
- 1976 : Les Douze Travaux d'Astérix
- 1978 : La Ballade des Dalton
- 1983 : Les Dalton en Cavale
- 1985 : Astérix et la Surprise de César
- 1986 : Astérix chez les Bretons
- 1989 : Astérix et le Coup du menhir

### Productions Dargaud Media
Note : Cette liste reprend les productions et coproductions issues des différentes dénominations de Dargaud Media : Dargaud Films, Dargaud Marina, Dargaud Media, Marina Productions, Média Films TV, MFTV-Dargaud Films, Millésime Productions.

#### Longs métrages d'animation
- 2001 : Petit Potam, le film
- 2004 : L'Île de Black Mór
- 2004 : Les Aventures extraordinaires de Michel Strogoff
- 2007 : Lucky Luke : Tous à l'Ouest
- 2020 : Yakari : La Grande Aventure

#### Spéciaux et courts métrages d'animation
- 2000 : Ti'tom : l'île au volcan
- 2001 : Le père Noël est sans rancune

#### Séries d'animation
- 1990 : Les Moomins
- 1991 : Lucky Luke
- 1993 : Les Voyages de Corentin
- 1995 : Monsieur Bonhomme
- 1995 : La Coccinelle de Gotlib
- 1996 : Bambou et Compagnie
- 1996 : Dog Tracer
- 1997 : Enigma
- 1997 : Les Petites Sorcières
- 1997 : Petit Potam
- 1997 : Blake et Mortimer
- 1999 : La Princesse du Nil
- 2000 : La Dernière Réserve
- 2000 : Les Fils de Rome
- 2000 : Peter Swift et le Petit Cirque
- 2001 : Les Nouvelles Aventures de Lucky Luke
- 2002 : Kitou Scrogneugneu
- 2002 : Aventures dans le monde perdu de Sir Conan Doyle
- 2003 : Les Aventures fantastiques du commandant Cousteau
- 2004 : Boule et Bill
- 2006 : Rantanplan
- 2007 : Valérian et Laureline
- 2008 : Garfield et Cie
- 2009 : Léonard
- 2010 : Les Dalton
- 2016 : Boule et Bill
- 2018 : La Famille Blaireau-Renard
- 2019 : Garfield Originals
- 2020 : Kid Lucky

#### Documentaires (ébauche)
- 1992 : Ne détruisez pas le rempart de l'Europe, documentaire
- 1994 : Saint-Pétersbourg, ville des transfigurations, documentaire
- 1997 : René Goscinny : Profession humoriste, documentaire
- 2002 : Interpol, documentaire d'André Annosse
- 2002 : Mai 40 : Les Trente Jours du désastre, documentaire de  Jean-François Delassus
- 2003 : Au cœur du plus grand parc d'Afrique du Sud : Le Kruger, documentaire d'André Annosse
- 2003 : Les Missiles de la terreur, documentaire d'André Annosse
- 2004 : Les Justes en Rhône-Alpes : Ils étaient hors-la-loi, documentaire d'André Annosse
- 2004 : Le Shah d'Iran : Un homme à abattre, documentaire de Reynold Ismard

#### Téléfilms, séries et autres productions
- 1992 : L'Abbé Stock, le passeur d'âmes (téléfilm)
- 1993 : Les Vendéens (docu-fiction)
- 1994 : Avocat d'office (série télévisée)
- 1995 : Persuasion, film de Roger Michell
- 1995 : Pour l'amour des autres / Un homme de cœur (téléfilm)
- 1997 : Le Quatrième Roi (téléfilm)
- 1997 : La Sauvageonne (téléfilm)
- 1997 : Un cœur innocent (téléfilm)
- 1998 : L'Enfant et les Loups (téléfilm)
- 1998 : La Balle au bond ou l'Injustice du destin (téléfilm)
- 1998 : La Justice de Marion (téléfilm)
- 1998 : Une si jolie mariée (téléfilm)
- 2000 : Un flic nommé Lecoeur (série télévisée)
- 2001 : Un homme à défendre (téléfilm)
- 2003 : Saint-Germain ou la Négociation (téléfilm)
- 2004 : C'est comme ça (série télévisée)